# Athetis bisignata
Athetis bisignata är en fjärilsart som beskrevs av George Francis Hampson 1906. Athetis bisignata ingår i släktet Athetis och familjen nattflyn. Inga underarter finns listade i Catalogue of Life.